# Seleção Cipriota de Voleibol Masculino
A seleção cipriota de voleibol masculino é uma equipe europeia composta pelos melhores jogadores de voleibol de Chipre. A equipe é mantida pela Associação Cipriota de Voleibol (Cyprus Volleyball Association). Encontra-se na 123ª posição do ranking mundial da FIVB segundo dados de 4 de janeiro de 2012.